# Raphael Assunção
Raphael O. Assunção (Recife, Pernambuco; 19 de julio de 1982) es un artista marcial mixto brasileño retirado que compitió en la categoría de peso gallo en Ultimate Fighting Championship. En su retiro, Assunção se encontraba como el peso gallo #12 en los rankings oficiales de UFC.

## Carrera en artes marciales mixtas

### World Extreme Cagefighting
Assunção se unió a WEC en 2009, con un récord profesional de 12-1. Realizó su debut en la organización el 5 de abril de 2009 en WEC 40 contra Jameel Massouh. Ganó la pelea por decisión unánime.
Se enfrentó a Yves Jabouin el 2 de septiembre de 2009 en WEC 43. Assunção ganó la pelea por decisión dividida.
Assunção enfrentó a Urijah Faber el 10 de enero de 2010 en WEC 46. Faber ganó la pelea a través de sumisión en tercera ronda.
Assunção entonces hizo frente Diego Nunes el 20 de junio de 2010 en WEC 49. Perdió la pelea por decisión dividida.
Assunção enfrentó a LC Davis el 11 de noviembre de 2010 en WEC 52. Assunção ganó la pelea por decisión unánime.

### Ultimate Fighting Championship
El 28 de octubre de 2010, World Extreme Cagefighting se fusionó con  Ultimate Fighting Championship. Como parte de la fusión, todos los combatientes de WEC fueron transferidos a la UFC.
Se esperaba que Assunção enfrentara a Manvel Gamburyan el 19 de marzo de 2011 en UFC 128, pero Gamburyan se vio  forzado a retirarse de la pelea por una lesión en la espalda y fue reemplazado por Erik Koch. Perdió la pelea por nocaut en la primera ronda.
Assunção se enfrentó al debutante en UFC Johnny Eduardo el 27 de agosto de 2011 en UFC 134. Ganó la pelea por decisión unánime y estuvo fuera hasta 6 meses con una posible fractura nasal.
Assunção se enfrentó a Issei Tamura el 11 de julio de 2012 en UFC on Fuel TV: Muñoz vs. Weidman. Ganó la pelea por nocaut técnico en la segunda ronda.
Assunção enfrentó a Mike Easton el 8 de diciembre de 2012 en UFC en Fox 5, en sustitución de un lesionado Bryan Caraway. Ganó el combate por decisión unánime, a pesar de haber sufrido una fractura en el brazo durante la primera ronda.
Assunção enfrentó a Vaughan Lee el 8 de junio de 2013 en UFC on Fuel TV 10. Él ganó la por armbar en el segundo asalto.
Se esperaba que Assunção se enfrentara a T.J. Dillashaw el 4 de septiembre de 2013 en UFC Fight Night 28. Sin embargo, el combate se fue reprogramado para el siguiente evento debido a un problema médico que tuvo Assunção. La pelea con Dillashaw finalmente se llevó a cabo el 9 de octubre de 2013, en UFC Fight Night 29. Assunção derrotó a Dillashaw por decisión dividida. Ambos luchadores obtuvieron el premio a Pelea de la Noche.
Se esperaba que Assunção enfrentara a Francisco Rivera en el UFC 170. Sin embargo, Rivera se vio forzado a retirarse del combate debido a una lesión en la mano. En su lugar, Assunção se enfrentó al recién llegado a UFC Pedro Munhoz. Ganó la pelea por decisión unánime.
Assunção estuvo brevemente vinculado a una pelea por el campeonato de peso gallo contra Renan Barão el 24 de mayo de 2014 en UFC 173. Sin embargo, Assunção rechazó la oportunidad debido a una lesión en la costilla que había sostenido en su anterior combate. Barão en cambio enfrentó y fue derrotado por T.J. Dillashaw.
Assunção se enfrentó a Bryan Caraway el 4 de octubre de 2014 en UFC Fight Night: MacDonald vs. Saffiedine. Obtuvo la victoria por decisión unánime.
El 22 de diciembre de 2014, se anunció que Assunção había sufrido una fractura en el tobillo que no requeriría cirugía, pero que lo dejaría en rehabilitación por diez semanas como máximo.
Una revancha con Urijah Faber iba a encabezar el UFC Fight Night 62 el 21 de marzo de 2015. Sin embargo, Assunção se vio obligado a retirarse de la pelea, ya que la lesión en el tobillo que había sufrido a mediados de diciembre de 2014 no se había recuperado completamente. Posteriormente, en agosto de 2015, los representantes de Assunção anunciaron que este se sometería a una cirugía en el tobillo y que volvería a finales de año, probablemente.
Una revancha con T.J. Dillashaw tuvo lugar el 9 de julio de 2016 en el UFC 200. Perdió la pelea por decisión unánime.
Se esperaba que Assunção se enfrentara a Aljamain Sterling el 9 de diciembre de 2016 en UFC Fight Night 102. Sin embargo, Sterling se retiró de la pelea el 23 de noviembre citando una lesión. Assunção fue eliminado posteriormente de la tarjeta. La pelea con Sterling fue reprogramada y tuvo lugar el 28 de enero de 2017 en UFC en Fox 23. Assunção ganó la pelea por decisión dividida.
Assunção se enfrentó a Marlon Moraes el 3 de junio de 2017 en el UFC 212. Ganó la pelea por decisión dividida.
Assunção se enfrentó a Matthew Lopez el 11 de noviembre de 2017 en UFC Fight Night: Poirier vs. Pettis. En el pesaje, Lopez perdió peso, pesando 138.5 lbs, tres libras y media por encima del límite de peso gallo. Como resultado, perdió el 20% de su bolsa y la pelea se llevó a cabo como peso acordado. Ganó la pelea por KO en la tercera ronda. Esta victoria también le valió un premio extra a la Actuación de la Noche.
Assunção se enfrentó a Rob Font el 7 de julio de 2018 en UFC 226. Ganó la pelea por decisión unánime.
Se espera que Assunção se enfrente a Marlon Moraes en una revancha el 2 de febrero de 2019 en UFC Fight Night 144.

## Campeonatos y logros
- Ultimate Fighting Championship
  - Pelea de la Noche (una vez)
  - Actuación de la Noche (una vez)

## Récord en artes marciales mixtas
| Resultado | Récord | Oponente           | Método                      | Evento                                    | Fecha                   | Ronda | Tiempo | Localización               | Notas                   |
| --------- | ------ | ------------------ | --------------------------- | ----------------------------------------- | ----------------------- | ----- | ------ | -------------------------- | ----------------------- |
| Derrota   | 27–9   | Ricky Simón        | KO (puñetazos)              | UFC Fight Night: Lewis vs. Daukaus        | 18 de diciembre de 2021 | 2     | 2:14   | Las Vegas, Nevada          |                         |
| Derrota   | 27–8   | Cody Garbrandt     | KO (golpe)                  | UFC 250                                   | 6 de junio de 2020      | 2     | 4:59   | Las Vegas, Nevada          |                         |
| Derrota   | 27–7   | Cory Sandhagen     | Decisión (unánime)          | UFC 241                                   | 17 de agosto de 2019    | 3     | 5:00   | Anaheim, California        |                         |
| Derrota   | 27–6   | Marlon Moraes      | Sumisión (guillotine choke) | UFC Fight Night: Assunção vs. Moraes 2    | 2 de febrero de 2019    | 1     | 3:17   | Fortaleza                  |                         |
| Victoria  | 27–5   | Rob Font           | Decisión (unánime)          | UFC 226                                   | 7 de julio de 2018      | 3     | 5:00   | Paradise, Nevada           |                         |
| Victoria  | 26–5   | Matthew Lopez      | KO (golpe)                  | UFC Fight Night: Poirier vs. Pettis       | 11 de noviembre de 2017 | 3     | 1:50   | Norfolk, Virginia          | Actuación de la Noche.. |
| Victoria  | 25–5   | Marlon Moraes      | Decisión (dividida)         | UFC 212                                   | 3 de junio de 2017      | 3     | 5:00   | Río de Janeiro             |                         |
| Victoria  | 24–5   | Aljamain Sterling  | Decisión (dividida)         | UFC on Fox: Shevchenko vs. Peña           | 28 de enero de 2017     | 3     | 5:00   | Denver, Colorado           |                         |
| Derrota   | 23–5   | T.J. Dillashaw     | Decisión (unánime)          | UFC 200                                   | 9 de julio de 2016      | 3     | 5:00   | Las Vegas, Nevada          |                         |
| Victoria  | 23–4   | Bryan Caraway      | Decisión (unánime)          | UFC Fight Night: MacDonald vs. Saffiedine | 4 de octubre de 2014    | 3     | 5:00   | Halifax                    |                         |
| Victoria  | 22–4   | Pedro Munhoz       | Decisión (unánime)          | UFC 170                                   | 22 de febrero de 2014   | 3     | 5:00   | Las Vegas, Nevada          |                         |
| Victoria  | 21–4   | T.J. Dillashaw     | Decisión (dividida)         | UFC Fight Night: Maia vs. Shields         | 9 de octubre de 2013    | 3     | 5:00   | Barueri                    | Pelea de la Noche.      |
| Victoria  | 20–4   | Vaughan Lee        | Sumisión (armbar)           | UFC on Fuel TV: Nogueira vs. Werdum       | 8 de junio de 2013      | 2     | 1:51   | Fortaleza                  |                         |
| Victoria  | 19–4   | Mike Easton        | Decisión (unánime)          | UFC on Fox: Henderson vs. Diaz            | 8 de diciembre de 2012  | 3     | 5:00   | Seattle, Washington        |                         |
| Victoria  | 18–4   | Issei Tamura       | TKO (golpes)                | UFC on Fuel TV: Muñoz vs. Weidman         | 11 de julio de 2012     | 2     | 0:25   | San Jose, California       |                         |
| Victoria  | 17–4   | Johnny Eduardo     | Decisión (unánime)          | UFC 134                                   | 27 de agosto de 2011    | 3     | 5:00   | Río de Janeiro             | Debut en peso gallo.    |
| Derrota   | 16–4   | Erik Koch          | KO (golpe)                  | UFC 128                                   | 19 de marzo de 2011     | 1     | 2:32   | Newark, New Jersey         |                         |
| Victoria  | 16–3   | L.C. Davis         | Decisión (unánime)          | WEC 52                                    | 11 de noviembre de 2010 | 3     | 5:00   | Las Vegas, Nevada          |                         |
| Derrota   | 15–3   | Diego Nunes        | Decisión (dividida)         | WEC 49                                    | 20 de junio de 2010     | 3     | 5:00   | Edmonton                   |                         |
| Derrota   | 15–2   | Urijah Faber       | Sumisión (rear naked choke) | WEC 46                                    | 10 de octubre de 2010   | 3     | 3:49   | Sacramento, California     |                         |
| Victoria  | 15–1   | Yves Jabouin       | Decisión (dividida)         | WEC 43                                    | 10 de octubre de 2009   | 3     | 5:00   | San Antonio, Texas         |                         |
| Victoria  | 14–1   | Jameel Massouh     | Decisión (unánime)          | WEC 40                                    | 5 de abril de 2009      | 3     | 5:00   | Chicago, Illinois          |                         |
| Victoria  | 13–1   | Joe Pearson        | TKO (golpes)                | IHC 12: Resurrection                      | 8 de noviembre de 2008  | 1     | 0:12   | Chicago, Illinois          |                         |
| Victoria  | 12–1   | Aaron Williams     | Sumisión (armbar)           | AFL: Eruption                             | 7 de marzo de 2008      | 1     | 3:22   | Lexington, Kentucky        |                         |
| Victoria  | 11–1   | Kevin Gittemeir    | Decisión (unánime)          | ISCF: Head-On Collision                   | 1 de junio de 2007      | 3     | 5:00   | Kennesaw, Georgia          |                         |
| Victoria  | 10–1   | Tyler Grunwald     | Sumisión (triangle choke)   | ISCF: Battle of Rome 2                    | 21 de abril de 2007     | 1     | 0:56   | Rome, Georgia              |                         |
| Derrota   | 9–1    | Jeff Curran        | Decisión (mayoritaria)      | XFO 13: Operation Beatdown                | 11 de noviembre de 2006 | 3     | 5:00   | Hoffman Estates            |                         |
| Victoria  | 9–0    | James Birdsley     | Sumisión (rear naked choke) | Border Warz                               | 14 de octubre de 2006   | 3     | 1:42   | Colorado Springs, Colorado |                         |
| Victoria  | 8–0    | Nick Mamalis       | Sumisión (armbar)           | ROF 26: Relentless                        | 9 de septiembre de 2006 | 1     | 3:35   | Castle Rock, Colorado      |                         |
| Victoria  | 7–0    | Joe Lauzon         | Sumisión (armbar)           | Absolute Fighting Championships 15        | 18 de febrero de 2006   | 2     | 4:37   | Fort Lauderdale, Florida   |                         |
| Victoria  | 6–0    | William McGlothlin | Sumisión (guillotine choke) | Full Throttle 4                           | 9 de septiembre de 2005 | 2     | 3:58   | Duluth, Georgia            |                         |
| Victoria  | 5–0    | Jorge Masvidal     | Decisión (unánime)          | Full Throttle 1                           | 21 de abril de 2005     | 3     | 5:00   | Duluth, Georgia            |                         |
| Victoria  | 4–0    | Brandon Bledsoe    | Sumisión (armbar)           | ISCF: Compound Fracture 2                 | 4 de febrero de 2005    | 1     | 2:31   | Atlanta, Georgia           |                         |
| Victoria  | 3–0    | Chad Lawshe        | Sumisión (guillotine choke) | ISCF: Compound Fracture                   | 15 de octubre de 2004   | 1     | 0:54   | Atlanta, Georgia           |                         |
| Victoria  | 2–0    | Scott Johnson      | Sumisión (armbar)           | ISCF: Anarchy in August 2                 | 7 de agosto de 2004     | 1     | 2:41   | Atlanta, Georgia           |                         |
| Victoria  | 1–0    | Chris Clark        | TKO (golpes)                | ISCF: Friday Night Fight                  | 23 de enero de 2004     | 1     | N/A    | Atlanta, Georgia           |                         |